# Джимдан
Джимдан — река в России, на острове Сахалин, протекающая в Ногликском районе Сахалинской области. Протяжённость реки составляет 68 км. Площадь водосборного бассейна равна 312 км².
Начинается на восточном склоне гор Даги. Течёт в юго-восточном направлении по нагорью, поросшему лиственнично-пихтовым и пихтово-еловым лесом. В низовьях направляется на восток по заболоченной долине. Впадает в Ныйский залив Охотского моря севернее города Ноглики.
Основные притоки — Дорожный (лв), Горелый (лв), Болотный (пр), Птичий (лв), Раздольный (пр), Базисный (пр), Рогатый (пр), Усть-Горелый (лв), Курш (пр), Обходный (пр), Средний (пр), Каменистый (пр), Порожистый (лв).

## Данные водного реестра
По данным государственного водного реестра России относится к бассейну рек о. Сахалин Амурского бассейнового округа.
Код объекта в государственном водном реестре — 20050000212118300000845.